# Uniewinnienie
Uniewinnienie – wyrok sądu rozstrzygający, że osoba, przeciwko której wniesiono akt oskarżenia, nie popełniła zarzucanego jej czynu, albo brak jest danych dostatecznie uzasadniających podejrzenie jego popełnienia lub też, że zarzucany jej czyn nie zawiera znamion czynu zabronionego albo ustawa stanowi, że sprawca nie popełnia przestępstwa. Sąd umarza postępowanie a nie uniewinnia sprawcę, jeżeli ten w chwili czynu był niepoczytalny.